# Ковильне (Єсільський район)
Кови́льне (каз. Ковыльное) — село у складі Єсільського району Акмолинської області Казахстану. Входить до складу Жаниспайського сільського округу.
Населення — 333 особи (2021; 523 у 2009, 637 у 1999, 637 у 1989).
Національний склад станом на 1989 рік:
- По селищу Ковильне-1 — 314 осіб:
  - росіяни — 59 %;
- По селище Ковильне-2 — 323 особи:
  - росіяни — 59 %.

Станом на 1989 рік існували два селища: Ковильне-1 (або Ковильна) та Ковильне-2, які пізніше були об'єднані в сучасне село.